# 一句顶一万句
《一句顶一万句》是作家刘震云创作于2006年到2008年的长篇小说，2011年8月获得第八届茅盾文学奖。小说的主题是讲“一个人想找另一个人说句话不容易”。

## 梗概
小说的上部出延津记写的是过去：孤独无助的吴摩西失去唯一能够“说得上话”的养女，为了寻找，走出延津；小说的下部回延津记写的是现在：吴摩西养女的儿子牛爱国，同样为了摆脱孤独寻找“说得上话”的朋友，走向延津。一走一来，延宕百年。

## 背景
出延津记的故事大部分被设定在河南延津，个别事件设定在山西沁源、河南开封等地。设定的具体时间书中没有提及，但可推测是清朝覆灭前后到民国中后期。回延津记的故事则大部分设定在山西沁源，个别事件被设定在山西长治、河北沧州、河北平山、山东德州、河南滑县等地。设定的具体时间同样没有明确说明，大致应在20世纪90年代，因为小说中提到过数码相机。

## 人物

### 上部  出延津记
吴摩西
小说上部主人公。曾用名 杨摩西、杨百顺，最终更名 罗长礼。而 罗长礼 同样是书中一个人物，以哭丧为业，是主人公儿时崇拜的偶像。
吴香香
吴摩西 老婆。本是 姜虎 的老婆，姜虎 死后，杨摩西 入赘嫁给 吴香香，并因此改姓吴。后 吴香香 随 老高 （银器店主）私奔。
吴巧玲
吴香香与姜虎的女儿，吴摩西 的养女，后被人拐卖到了山西，更名曹青娥，在下部回延津记中出现。
詹善仆
人称 老詹，本名 希门尼斯·歇尔·本斯普马基，意大利传教士。为 杨百顺 取名 杨摩西。
汪梦溪
字子美，人称 老汪，私塾先生。
灯盏
老汪 女儿，玩耍时不慎淹死于水缸内，老汪 因此辞去工作移居宝鸡。

### 下部  回延津记
牛爱国
曹青娥 的儿子，下部主人公。
庞丽娜
牛爱国 老婆。
章楚红
牛爱国 情妇。

## 评论

### 褒
|        | 平中见奇，简中有繁，大巧若绌，大智若愚。 |
| ——白烨 |                                          |

|        | 洗尽铅华，返璞归真，笔触始终紧贴苦难的大地和贱如草芥的底层人群，结构单纯而内容丰富，命悬一丝儿荡气回肠，主人公常常走投无路而又一直勇往直前。这书刘震云迄今最成熟、最大气的小说。 |
| ——摩罗 | |

|          | 它就像这土地本身，你抓一把它是土，扔下去还是土，泥土般的叙述，泥土般的人物，没有时代风云际会，也没有百年历史传奇，波澜不惊、从容澹定、老老实实、细细道来，把最底层、最本色、最民间的五行八作、三教九流的百姓的日常生活叙写得有声有色、魅力无穷。 |
| ——郭宝亮 | |

|          | 人生之“出走”和“回归”这部小说仍然保持着刘震云奔放的想象力和不羁的风格，用不同时代的两段故事和具有血缘关系的不同时代的普通人的命运，讲述了人生的“出走”和“回归”的大主题，由此试图追问横在东西古今之问的现代中国的“大历史”。 |
| ——张颐武 | |

|          | 阅读本书是沉重和痛苦的，它使我们不断地在《论语》和《圣经》之间徜徉，在与神对话还是与人对话的千年思考中徘徊：与神对话的西方文化因为神的无处不在而愉悦；与人对话的农耕文化却因为人心难测，而使我们陷入真正的“百年孤独”。 |
| ——安波舜 | |

### 贬
|        | 明明是肥皂剧的本质，却要打着好莱坞史诗来卖，不厚道。再加上语录式的语言，教唆犯般地对人生指手画脚，仅凭这些就容易让人想起台湾作家刘墉。 |
| ——朱白 | |

## 改编作品
小说改编电影《一句顶一万句》由刘震云的女儿刘雨霖执导、刘震云编剧，毛孩、刘蓓、范伟和李倩主演，2016年11月11日上映。